# Befehlsnotstand
Il Befehlsnotstand (tedesco: /bəˈfeːlsnoːtʃtant/; in italiano approssimativamente «stato di necessità determinato da un ordine d'ufficio», letteralmente «emergenza di un ordine») è un concetto della dottrina giuridica tedesca del diritto penale. È definito nel senso comune come la situazione in cui un soggetto, tipicamente un militare o un paramilitare, commette un reato per ordine di un superiore e non è punibile perché minacciato di morte o di lesione grave.
La disciplina generale è prevista dal § 34 (rechtfertigender Notstand, «stato di necessità scriminante») e dal § 35 StGB (entschuldigender Notstand, «stato di necessità scusante»). Entrambe le norme presuppongono che il destinatario di un ordine (criminoso) sia minacciato, in caso di mancata esecuzione dell'ordine, di un pericolo attuale e non altrimenti evitabile per la vita o l'incolumità fisica propria o altrui. Lo stato di necessità esenta l'esecutore dell'ordine dalla pena.
Il Befehlsnotstand giocò un ruolo importante nei processi per crimini di guerra nazisti, poiché molti imputati vi si appellarono per negare la propria colpevolezza.

## Germania

### Crimini nazisti
Lo Statuto di Norimberga del 1945, applicato dal tribunale militare internazionale, all'art. 8, non riconosce come causa di esclusione della pena il fatto che l'imputato abbia agito su ordine del governo o di un superiore. Del cosiddetto «ordine superiore» era possibile tenere conto solo come circostanza attenuante, quando apparisse giusto a parere della Corte.
La Corte di giustizia federale tedesca fonda la propria giurisprudenza sulla disciplina generale, non esistendo norme speciali di diritto penale militare. Secondo tale disciplina, ricorre un Befehlsnotstand solo allorché l'azione del destinatario dell'ordine «viene resa necessitata dalla minaccia attuale alla vita o all'incolumità fisica, e la volontà dell'agente si piega a tale minaccia», o meglio «se la [sua] azione è stata diretta "al salvataggio", cioè se la raffigurazione del pericolo ha determinato l'autore del fatto alla propria condotta antigiuridica».
Né il rischio di una degradazione né quello di una dislocazione in un'unità militare disciplinare integrano il presupposto del pericolo per la vita o l'incolumità fisica. Per pericolo attuale «si deve intendere una situazione che, secondo la comune esperienza, [...] rende certo o altamente probabile l'avverarsi di una lesione, a meno che non venga attuata immediatamente una misura difensiva». Il riconoscimento del Befehlsnotstand richiede quindi concreti riscontri sul modo in cui si avvererebbe tale lesione. La semplice possibilità di una lesione alla vita o all'incolumità fisica non corrisponde al concetto di pericolo attuale e non è sufficiente a determinare lo stato di necessità. Il destinatario dell'ordine deve inoltre aver «fatto tutto il possibile» per evitare il pericolo in un modo diverso dall'esecuzione dell'ordine.
Il § 47 del codice penale militare vigente all'epoca disponeva:
1. wenn er den ihm erteilten Befehl überschritten hat, oder
2. wenn ihm bekannt gewesen ist, daß der Befehl des Vorgesetzten eine Handlung betraf, welche ein bürgerliches oder militärisches Verbrechen bezweckte.
(2) Ist die Schuld des Untergebenen gering, so kann von seiner Bestrafung abgesehen werden.»
1. se ha violato l'ordine impartito, o
2. se era a conoscenza del fatto che l'ordine del superiore corrispondeva a una condotta diretta a commettere un reato comune o militare.
(2) Se la colpa del sottoposto è lieve, la pena può essere condonata.»
La ricerca storica non ha rintracciato alcun caso in cui un sottoposto sia stato condannato, in senso contrario al disposto del § 47, comma 1, n. 2 del codice penale militare, per la mancata esecuzione di un ordine palesemente criminoso. Non esisteva quindi, da parte del tribunale delle SS e della polizia, alcuna minaccia di pericolo per la vita o l'incolumità fisica dei membri delle Einsatzgruppen nel caso di una loro insubordinazione.
Contro il riconoscimento del Befehlsnotstand depongono: l'aver il sottoposto eseguito l'ordine (criminoso) con sollecitudine, abnegazione, risolutezza, senza esitazione, o «in tutta fretta senza ponderazione»; l'aver, senza esservi costretto, fatto più di quanto che ci si aspettava da lui, soprattutto dimostrando brutalità; l'aver abusato della vittima o commesso eccessi rispetto all'azione oggetto dell'ordine; l'aver, da superiore, cooperato con le proprie mani agli omicidi o l'aver in seguito vantato la propria cooperazione. In presenza di un ruolo attivo di questo tipo durante l'Olocausto, ad esempio, il tribunale distrettuale di Gerusalemme precluse a Adolf Eichmann la possibilità di appellarsi a uno stato di necessità attenuante.

### Guardie confinarie della Germania orientale
Anche nel processo contro i Mauerschütze della Repubblica Democratica Tedesca, imputati ai sensi dei §§ 112 e 113 StGB-DDR dell'omicidio di cittadini in fuga verso occidente, gli accusati invocarono un Befehlsnotstand. La lesione e l'omicidio dei fuggitivi da parte delle guardie confinarie sarebbero stati necessitati dal cosiddetto Schießbefehl (ordine di far fuoco). Quest'ultimo, a sua volta, sarebbe stato giustificato dai §§ 26 e 27 GrenzG-DDR (Uso dell'arma da fuoco per l'impedimento della commissione imminente di un reato).
La Corte di giustizia federale e la Corte costituzionale tedesca, in questi casi, rigettarono l'applicazione del Befehlsnotstand scriminante o scusante sulla base di diversi motivi. Soprattutto la prima ritenne irrilevanti le cause di giustificazione previste dalla legge confinaria orientale (GrenzG-DDR), applicando la teoria equitativa della cosiddetta formula di Radbruch.

### Critiche
La Corte costituzionale federale ha ritenuto legittima la condanna dei Mauerschütze, al pari delle sentenze contro i criminali di guerra nazisti, sulla base tanto della formula di Radbruch quanto dei diritti umani universali e delle libertà fondamentali; ha considerato quindi accettabili un'interpretazione retroattiva e conforme ai principi dello Stato di diritto del § 27 GrenzG-DDR, così come la totale disapplicazione di tale norma per via della sua natura di grave ingiustizia sistematica. Come nel caso dei crimini nazisti, la Corte ha pertanto escluso la possibilità di invocare una presunta causa di giustificazione o comunque il Befehlsnotstand. L'equiparazione tra l'uccisione di fuggitivi disarmati al confine tra le due Germanie, da un lato, e i crimini nazisti della seconda guerra mondiale, dall'altro, è criticata da alcuni come impropria e come espressione di «giustizia dei vincitori», in quanto altrettanto palese e intollerabile violazione di precetti elementari di giustizia.
La Corte europea dei diritti dell'uomo, tenuto conto della preponderante importanza spettante al diritto alla vita in tutti i documenti internazionali sulla tutela dei diritti umani, inclusa la Convenzione EDU in cui esso è garantito dall'art. 2, ritiene che la severa interpretazione data dalle Corti federali al diritto della Germania orientale (e quindi la condanna dei membri del Politbüro del Comitato centrale della SED, del Consiglio nazionale di difesa della RDT e delle stesse guardie confinarie), sia compatibile con il divieto di retroattività disposto dall'art. 7, comma 1 della Convenzione.

### Militari della Bundeswehr
In base al § 5 WStG (Wehrstrafgesetz, codice penale militare tedesco del 1957), nell'esecuzione di ordini superiori da parte di militari della Bundeswehr, la pena può essere ridotta (o, nei reati contravvenzionali, condonata) se, pur avendo il sottoposto riconosciuto la criminosità dell'ordine o essendo essa palese, la colpa dell'agente è lieve in rapporto alla situazione particolare in cui egli si trova nell'eseguire l'ordine. Non è invece punibile se ignorava del tutto la criminosità dell'ordine ed essa non era palese.
Il dovere fondamentale imposto dal § 11, comma 1, nn. 1 e 2 SG (Soldatengesetz, legge militare del 1956) a ogni soldato della Bundeswehr, di eseguire «scrupolosamente» gli ordini impartiti, non pretende un'obbedienza incondizionata, ma consapevole, e soprattutto che tenga conto delle conseguenze dell'esecuzione dell'ordine; ciò proprio riguardo ai limiti imposti dal diritto vigente e alle «linee di confine» morali della propria coscienza.
L'ordine, previsto dalla versione originaria del Luftsicherheitsgesetz (legge sulla sicurezza aerea del 2005), di colpire miratamente aerei civili dirottati è ritenuto criminoso da alcuni settori della Bundeswehr e viene perciò in tal caso raccomandata la disobbedienza, eventualmente ai sensi del § 11 SG.

## Austria
Il Kriegsverbrechergesetz (legge sui crimini di guerra) applicato dal Volksgericht fino al 1957, non scusava i crimini di guerra commessi in esecuzione di ordini durante il secondo conflitto mondiale (§ 1, comma 3 KVG). La sussistenza del Befehlsnotstand era riconosciuta dalla Corte suprema solo in limiti angusti, analoghi a quelli applicati dalla Corte federale tedesca: precisamente, solo «se per l'autore del fatto» esisteva «un pericolo di vita o di lesione fisica attuale, immediato e non altrimenti evitabile che mediante la commissione del reato».
Nel Bundesheer non possono essere impartiti, né vanno eseguiti, ordini che ledano la dignità umana o la cui osservanza sia in contrasto con norme penali (§§ 6 e 7 ADV). La previsione esclude che si possa configurare quella coercizione irresistibile all'esecuzione dell'ordine criminoso che è tipica del Befehlsnotstand.

## Argentina
Raúl Alfonsín tentò, per mezzo di una Ley de obediencia debida (1987) che introduceva una fattispecie assimilabile al Befehlsnotstand, di limitare fortemente il perseguimento di membri della giunta militare per i crimini contro l'umanità commessi tra il 1976 e il 1983 durante la dittatura argentina. I procedimenti penali si moltiplicarono solo dopo che il Parlamento ebbe annullato la legge e la Corte suprema, nel giugno 2005, ne ebbe dichiarata l'incostituzionalità.

## Diritto internazionale umanitario
L'applicazione del Befehlsnotstand è sempre più marginale in giurisprudenza. Nei casi di palese violazione della Convenzione EDU, in Europa il destinatario dell'ordine criminoso non va più esente da pena. Nella determinazione della pena si è sempre tenuto conto dei possibili conflitti di coscienza del soggetto agente, e i processi contro i Mauerschütze (eccetto quelli degli anni 1960) hanno visto per lo più l'applicazione della liberazione condizionale.
In base all'art. 2, comma 3 della Convenzione ONU contro la tortura l'ordine di somministrare la tortura impartito da un superiore o da altro detentore di pubblici poteri non può mai integrare un Befehlsnotstand.
Nel 1998, con l'approvazione dello Statuto di Roma, la responsabilità penale piena e quella attenuata per l'esecuzione dell'ordine sono state composte in una formula di compromesso nell'art. 33 (cfr. anche l'art. 31, comma 1, lett. d, che ora considera scusante il pericolo solo a patto che l'agente non si proponga di infliggere, con la sua azione, danni maggiori di quelli che vuole evitare).